# یوتا هرینگ
یوتا هرینگ (آلمانی: Jutta Hering؛ ‏ ۱۸ آوریل ۱۹۲۴ – تاریخ ورودی نامعتبر است) یک تدوین‌گر اهل آلمان بود.
از فیلم‌ها یا مجموعه‌های تلویزیونی که وی در آن‌ها نقش داشته‌است می‌توان به دورو اشاره نمود.